# NGC 3551
NGC 3551 је елиптична галаксија у сазвежђу Лав која се налази на NGC листи објеката дубоког неба.
Деклинација објекта је + 21° 45' 33" а ректасцензија 11h 9m 44,3s. Привидна величина (магнитуда) објекта NGC 3551 износи 13,5 а фотографска магнитуда 14,5. NGC 3551 је још познат и под ознакама UGC 6203, MCG 4-26-35, CGCG 125-33, NPM1G +22.0319, PGC 33836.